# Rzeczywistość wirtualna

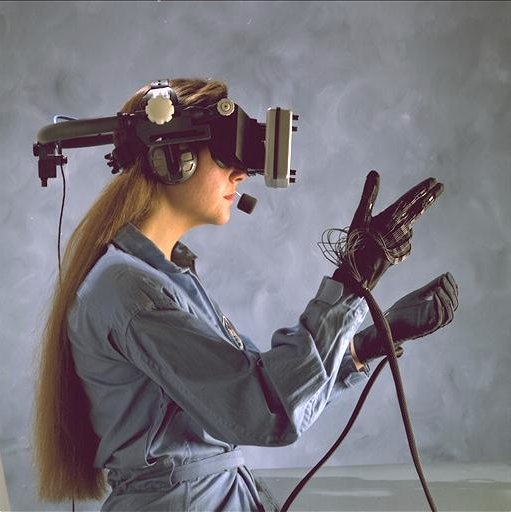
Gogle i rękawice wirtualnej rzeczywistości

Rzeczywistość wirtualna (ang. virtual reality) – obraz sztucznej rzeczywistości stworzony przy wykorzystaniu technologii informatycznej. Polega na multimedialnym kreowaniu komputerowej wizji przedmiotów, przestrzeni i zdarzeń. Może on reprezentować zarówno elementy świata realnego (symulacje komputerowe), jak i zupełnie fikcyjnego (gry komputerowe science-fiction).

## Historia
Prekursorem rzeczywistości wirtualnej jest Myron W. Krueger (ur. 1942) – artysta, badacz i informatyk. Opracował i stworzył projekty wideoinstalacji, które określał mianem środowisk responsywnych. Pierwszym projektem Kruegera, utworzonym we współpracy z Dan Sandin, Jerry Erdman i Richard Venezky, był powstały w 1969 roku na Uniwersytecie Wisconsin-Madison, Glowflow. Konstrukcja składała się z zaciemnionego pokoju, na którego ścianach umieszczono cztery przezroczyste rury. Poprzez wpompowywanie w nie fluorescencyjnych cząsteczek zmieniano ich kolor, a procesowi temu towarzyszyły dźwięki legendarnego syntezatora Mooga. Ruchy osoby znajdującej się w pokoju były interpretowane przez komputer, który odpowiadał na nie sygnałami świetlnymi i dźwiękowymi. Rok później powstał Metaplace łączący przekazy z dwóch pomieszczeń w formę wizualną którą kształtowały jednocześnie dwie osoby. Kolejną instalacją był labirynt, z podłogą pokrytą czujnikami ruchu, o nazwie Psychic Space (1971). Najbardziej znaną instalacją Kruegera stała się Videoplace przedstawiona w 1975 roku w Muzeum Sztuki w Milwaukee, będąca rozwinięciem idei Metaplace. W projekcie tym oprócz responsywności znanej z pierwszego projektu, Krueger położył nacisk na zmysł dotyku, umożliwiając awatarom interakcje na wspólnej przestrzeni wizualnej. Projekt był w kolejnych latach rozbudowywany i wzbogacamy o nowe zdobycze techniki. Zastosowano nowe oprogramowanie, lepsze komputery oraz akcesoria takie jak hełm i wirtualne rękawice. Roli Kruegera nie sposób przecenić. Jego projekty i wizje stały się prototypami systemów Rzeczywistości Wirtualnej, mających zastosowanie w edukacji, psychologii i psychoterapii. Jednym z takich systemów jest powstała 20 lat później (w 1992 roku) instalacja o nazwie CAVE.
Za twórcę pojęcia Virtual Reality (VR) uważa się Jarona Laniera. Steve Bryson na podstawie swoich prac w NASA razem z Jaronem Lanier zdefiniował rzeczywistość wirtualną w następujących słowach: „Rzeczywistość wirtualna jest sposobem użycia technologii komputerowej w tworzeniu efektu interaktywnego, trójwymiarowego świata, w którym obiekty dają wrażenie przestrzennej (fizycznej?) obecności” (Virtual Reality is the use of computer technology to create the effect of an interactive three-dimensional world in which the objects have a sense of spatial presence). W literaturze spotyka się definicję rzeczywistości wirtualnej jako I³: Interaction (interakcja) + Immersion (zagłębienie)+ Imagination (wyobraźnia).

## Technologia
Na obecnym poziomie rozwoju technologii komputerowej rzeczywistość wirtualną uzyskuje się głównie poprzez generowanie obrazów i efektów akustycznych. Rzadziej stosowane są doznania dotykowe, a nawet zapachowe czy smakowe. Dodatkowo technologia ta umożliwia interakcję ze środowiskiem symulowanym przez komputer poprzez różnego rodzaju manipulatory. Warto zwrócić uwagę na rozróżnienie pomiędzy rzeczywistością wirtualną (środowisko w pełni wykreowane) a rzeczywistością rozszerzoną (środowisko łączące świat realny i elementy wykreowane).

### Wizualizacja
Doświadczenia wizualne odbieramy za pomocą oczu obserwując środowisko przedstawiane za pomocą różnego rodzaju ekranów. Najczęściej stosowane są ekrany komputerowe. Wykorzystuje się do tego celu również ekrany wielkopowierzchniowe (w tym kinowe) oraz miniaturowe (umieszczane w specjalnie skonstruowanych „okularach”). Wszystkie te technologie umożliwiają wyświetlenie obrazu zarówno w trybie 2D, jak i 3D (stereoskopowo). Do uzyskania efektu trójwymiarowego stosuje się kilka technologii. Najstarsza ze stosowanych to zastosowanie dwukolorowych (niebiesko-czerwonych) okularów anaglifowych przez które ogląda się specjalnie spreparowany obraz. Wadą tej technologii jest słaba głębia kolorów, dlatego coraz częściej jest ona zastępowana przez okulary polaryzacyjne. Tu również mamy do czynienia za specjalnie przygotowanym obrazem oraz okularami, których szkła posiadają odwrotną polaryzację przepuszczanego światła. Już przy pierwszym kontakcie odczuwamy olbrzymią przewagę tej technologii nad „czerwono-niebieską”. Nie ogranicza ona widzenia barw oraz tworzy bardzo realistyczną głębię obrazu 3D. Warto w tym miejscu wspomnieć też technologię półprzeźroczystych okularów LCD podłączonych elektrycznie do układu i zsynchronizowanych z obrazem wyświetlanym na ekranie w postaci dwóch półobrazów. Każdy z półobrazów wyświetlany jest naprzemiennie (najczęściej z częstotliwością 120 Hz), podczas gdy okulary zaciemniane są na przemian przepuszczając do lewego i prawego oka tylko parzyste lub nieparzyste klatki obrazu. Kolejną technologią są „okulary” zawierające wbudowane dwa miniaturowe ekrany, z których każdy wyświetla właściwą część obrazu.

### Dźwięk
Doznania akustyczne nie zawsze towarzyszą środowisku rzeczywistości wirtualnej. W niektórych zastosowaniach są one elementem zbędnym (modelowanie pogody, medycyna, spacer po mieście). W innych stanowią nieodzowny element tego środowiska, zwiększający głębię doznań wirtualnego świata. Szczególnie ciężko wyobrazić sobie gry komputerowe bez efektów dźwiękowych. Aby maksymalnie zwiększyć efekt doznań, stosuje się układy dźwięku wielokanałowego 3D. Do tego celu konstruuje się układy wielogłośnikowe (również w słuchawkach nagłownych) oraz układy elektroniczne wywołujące wirtualizację dźwięku w systemach dwugłośnikowych. Najczęściej stosowanym układem głośnikowym jest system 5.1 składający się dwóch głośników przednich, dwóch tylnych, centralnego i niskotonowego. Producenci komputerowych kart dźwiękowych prześcigają się w konstrukcji rozwiązań wspomagających obliczanie środowisk akustycznych 3D, poprzez matematyczną analizę ich kształtu i zastosowanych materiałów.

### Zapach
Podejmowane są już próby konstrukcji układów mających wzbogacić doznania w środowisku rzeczywistości wirtualnej o zapach, chociaż podobnie jak w przypadku dźwięku nie wszystkie zastosowania ich wymagają. W 2001 roku Amerykańska firma DigiScents ogłosiła premierę urządzenia o nazwie iSmell Personal Scent Synthesizer, które działało jak zapachowy cartridge. Zadaniem oprogramowania załączonego do urządzenia było uwalnianie w odpowiednich momentach różnych mieszanek zapachów, znajdujących się w dołączonych do urządzenia zbiornikach, które można było napełniać i wymieniać jak naboje do drukarek. Niestety projekt okazał się fiaskiem finansowym ze względu na znikome zainteresowanie klientów tym produktem.

### Dotyk
Niektóre symulacje zawierają środowisko wirtualne w którym znajdują się wirtualne artefakty, które mogą być obsługiwane lub wchodzić w interakcje z użytkownikiem (najczęściej reprezentowanym przez awatara) przez różnego typu urządzenia wejścia-wyjścia. Najczęściej do tego celu służą: myszka komputerowa, klawiatura, dżojstik, gamepad, kierownica, tablet, touchpad lub ekran dotykowy. Bardziej futurystycznymi rozwiązaniami są różnego rodzaju wirtualne rękawice, hełmy z czujnikami ruchu, kompletne kombinezony, fotele, a nawet całe kabiny symulacyjne. Część z tych urządzeń posiada mechanizmy wywołujące efekt zwrotny wobec użytkownika. Najprostszą formą tego typu efektów są wibracje, pojawiające się na urządzeniu w określonym momencie. Zazwyczaj ich intensywność jest stała, inaczej mówiąc działają u układzie logicznym 0-1. Bardziej skomplikowane konstrukcje opierają się na silniczkach elektrycznych i siłownikach. Tego typu konstrukcje odwzorowują zazwyczaj siłę doznania i jego charakterystykę i kierunek. Przykładowo, bardziej zaawansowane modele kierownic do samochodowych wyścigów komputerowych potrafią odwzorowywać w inny sposób doznania związane z rodzajem nawierzchni po której się porusza pojazd, inaczej zareagują na uderzenie boczne, czołowe, a inaczej zachowają się gdy pojazd wpadnie na mokrej nawierzchni w poślizg. Z kolei hełmy poprzez wbudowane czujniki ruchu sterują ruchem wirtualnej głowy awatara, czyniąc rozglądanie się po otoczeniu bardziej naturalnym. Podobnie rękawice, wyposażone w czujniki grawitacyjne i dotykowe dają możliwość sterowania wirtualnymi rękami i palcami, a co za tym idzie wykonywania wirtualnych prac w sposób intuicyjny. Używając połączenia tych sterowników można w całej pełni korzystać z potencjału środowiska 3D. Taki układ obsługuje bowiem 6 stopni swobody (ang. 6 DOF – Degree Of Freedom), czyli jednocześnie dostarcza informacji zarówno o pozycji (3 wymiary), jak i orientacji (3 wymiary), w sumie zatem sześć wartości. W zaawansowanych modelach symulacyjnych często stosuje się kabiny. Zwiększają one immersję poprzez odizolowanie operatora od świata realnego, wewnętrznym wykończeniem przypominają rzeczywisty kokpit, a czasami sterowane siłownikami symulują przeciążenia wykorzystując ruch obrotowy wokół osi oraz różne kąty nachylenia do siły grawitacji. Inżynierowe pracujący dla Facebook Reality Labs oraz Oculus opracowali pierwszy system śledzenia dłoni dla headsetu VR Oculus Quest, który w całości opiera się wyłącznie na kamerach monochromatycznych. Za pomocą wykorzystania techniki uczenia maszynowego (deep learning) oraz śledzenia opartego na modelu dłoni, udało im się osiągnąć lepszy rezultat, niż przy wykorzystaniu technologii opartej na badaniu głębi obrazu. Warto zwrócić uwagę na to, że użytkownik nie musi być wyposażony w dodatkowe gadżety jak rękawice, aby cały proces badania ręki odbył się prawidłowo. Nowa technologia ma zostać wprowadzona w życie na początku 2020 roku.

### Sprzęt obliczeniowy i oprogramowanie
W praktyce rzeczywistość wirtualna jest pojmowana jako system, składający się ze specjalistycznego oprogramowania oraz sprzętu. Ze względu na mnogość systemów przyjęto definiować je jako rzeczywistość wirtualną. Rola oprogramowania najczęściej skupia się na dwóch warstwach. W jednej, przy wsparciu akceleratorów sprzętowych służy przetwarzaniu środowiska w obraz i dźwięk. Ze względu na trójwymiarowość środowiska, wiąże się to z ogromną ilością obliczeń matematycznych. Czasami mamy do czynienia z obliczeniami dokonywanymi w czasie rzeczywistym. W niektórych przypadkach obliczenia wykonane zostają przed właściwą projekcją. Wówczas mamy zazwyczaj do czynienia z efektem końcowym znacznie lepszej jakości i o nieporównywalnie większej precyzji. Często też, dodatkowy sprzęt wspiera uczucie tzw. immersji czyli zagłębienia w środowisku generowanym komputerowo.
Patrząc przez pryzmat aktualnych rozwiązań, można powiedzieć, że postęp osiągnięty w ostatnich latach w dziedzinie technologii jest przeogromny. Jednak wierności modeli jeszcze sporo pozostało do osiągnięcia pełnego realizmu świata rzeczywistego. Hamują nas wciąż ograniczenia sprzętowe. Coraz rzadziej jest to kwestią rozdzielczości obrazu czy pasma komunikacji sieciowej. Problemy wynikają z naszej fizjologii. Współpraca naszego organizmu ze sprzętem nie przebiega w sposób bezproblemowy – pojawiają się efekty uboczne. Interaktywne gadżety w rodzaju hełmów czy rękawic tylko pozornie odwzorowują nasze ruchy w cyberprzestrzeni. Wzrok i błędnik grają fundamentalne role w naszym określaniu równowagi i lokalizacji przestrzennej. W przypadku wzroku problemem staje się opóźnienie pomiędzy zarejestrowanymi przez hełm ruchami naszej głowy a obrazem generowanym przez komputer i wysyłanym na ekran. Analogiczna sytuacja opóźnienia ma miejsce w przypadku odwzorowania ruchu rękawic. Z kolei błędnik inaczej zarejestruje naszą orientację w odniesieniu do grawitacji, niż wskazywać będzie algorytm wyliczony przez aplikację. Dla naszego mózgu jest to sytuacja konfliktowa, ponieważ odbiera on od różnych zmysłów sprzeczne informacje. Inną przyczyną konfliktu może być różnica pomiędzy zbieżnością oczu a zbieżnością kreowaną przez parę stereoskopowych obrazów umieszczonych w hełmie. W życiu codziennym ciągle musimy fiksować nasz wzrok na rozmaicie od nas oddalonych przedmiotach (od ok. 28 mm do nieskończoności). Tymczasem urządzenia wyświetlające, kreują wirtualny obraz w stałej od nas odległości. Nasz organizm szybko przyzwyczaja się do tej nowej sytuacji, jednakże – jak na ironię – rodzi to problem powrotu do realnej rzeczywistości. Im bardziej immersyjny system, tym trudniejszy powrót. Nastawienie sobie na powrót ostrości postrzegania, czy odzwyczajenie się od opóźnień, czasami wcale nie jest takie proste. Przebywając w wirtualnych światach przeprogramowujemy nasz mózg, zaś powrót do rzeczywistości wymaga kolejnego przeprogramowania. Jednak technologia rozwija się, nie ograniczając się tylko do prawa Amdahla, więc w niedalekiej przyszłości można się spodziewać pokonania barier czysto techniczno-sprzętowych. Pozostanie kwestia ceny i zastosowań w praktyce, które miejmy nadzieję nie wymkną się spod kontroli twórców.

## Zastosowania
Technologia rzeczywistości wirtualnej ma zastosowanie zarówno w dziedzinie użytkowej jak i rozrywkowej. Daje nam narzędzia, przy użyciu których możemy uporać się z poważnymi problemami jakie niesie ze sobą życie i rozwój cywilizacji. Udostępnia również pole dla czystej zabawy intelektualnej jaką potrafią dać szczególnie dzieciom gry komputerowe.

### Użytkowe
Symulowane środowisko może być podobne do świata rzeczywistego. Tworzy się więc symulacje przydatne dla pilotów oraz różnego typu treningi wojskowe, a także modele prac remontowych, konstrukcyjnych i medycznych, których wirtualne scenariusze przebiegają w bardzo trudnych, czy nawet ekstremalnych i nietypowych warunkach, ale są całkowicie bezpieczne dla zdrowia i życia. Tworzy się również matematyczne modele klimatu świata, służące prognozowaniu pogody. Od wielu lat możemy oglądać rozwój specjalistycznego sprzętu, który umożliwia poruszanie się w innym, kontrolowanym przez człowieka świecie. Rzeczywistość wirtualna to nieocenione narzędzie pozwalające tworzyć w sposób bezpieczny modele, które po sprawdzeniu można zrealizować w rzeczywistości realnej.
Przykładowe zastosowania użytkowe:
Symulatory
- lotnictwo wojskowe i cywilne
- astronautyka
- pojazdy, maszyny i konstrukcje naziemne
- pojazdy, maszyny i konstrukcje górnicze
- pojazdy, maszyny i konstrukcje podwodne i morskie

Medycyna
- interaktywne szkolenia chirurgów
- interaktywne doświadczenia w medycynie
- leczenie oparzeń (wirtualny świat Snow World)[5]
- leczenie fobii
- leczenie PTSD (Zespół stresu pourazowego)

Prototypowanie
- tworzenie modeli CAD

Komunikacja audiowizualna
- teleimersja

Rzeczywistość rozszerzona (ang. augmented reality)
- HUD
- obrazowanie medyczne
- szkolenia
- muzealnictwo
- marketing

### Rozrywkowe – gry
Mówiąc o rozrywce w kontekście rzeczywistości wirtualnej, na myśl przychodzą oczywiście gry komputerowe, będące odzwierciedleniem mniej lub bardziej rzeczywistego świata. Część gier ma swój rodowód w zastosowaniach użytkowych, które z czasem zawitały w świecie rozrywki multimedialnej. Do takich należą przede wszystkim wszelkiego rodzaju symulatory lotu, zarówno jednostkami militarnymi jak i cywilnymi. Ale symulatory nie ograniczają się do lotnictwa. Powstały już praktycznie symulatory wszelkich pojazdów, maszyn, a nawet całych systemów – takich jak lotniska, dworce, parki rozrywki. Inną formą są produkty wykorzystujące perspektywę FPP. Są to głównie tzw. shootery. Kolejną formą są gry MMORPG realizujące wizje całych światów, po których poruszają się postacie (avatary) nawet kilku tysięcy graczy, realizujących swoje cele wyznaczane przez fabułę.
Przykładowe gatunki:
- symulatory
- gry FPP
- gry MMORPG

### Rozrywkowe – relaks, turystyka, handel, społeczności

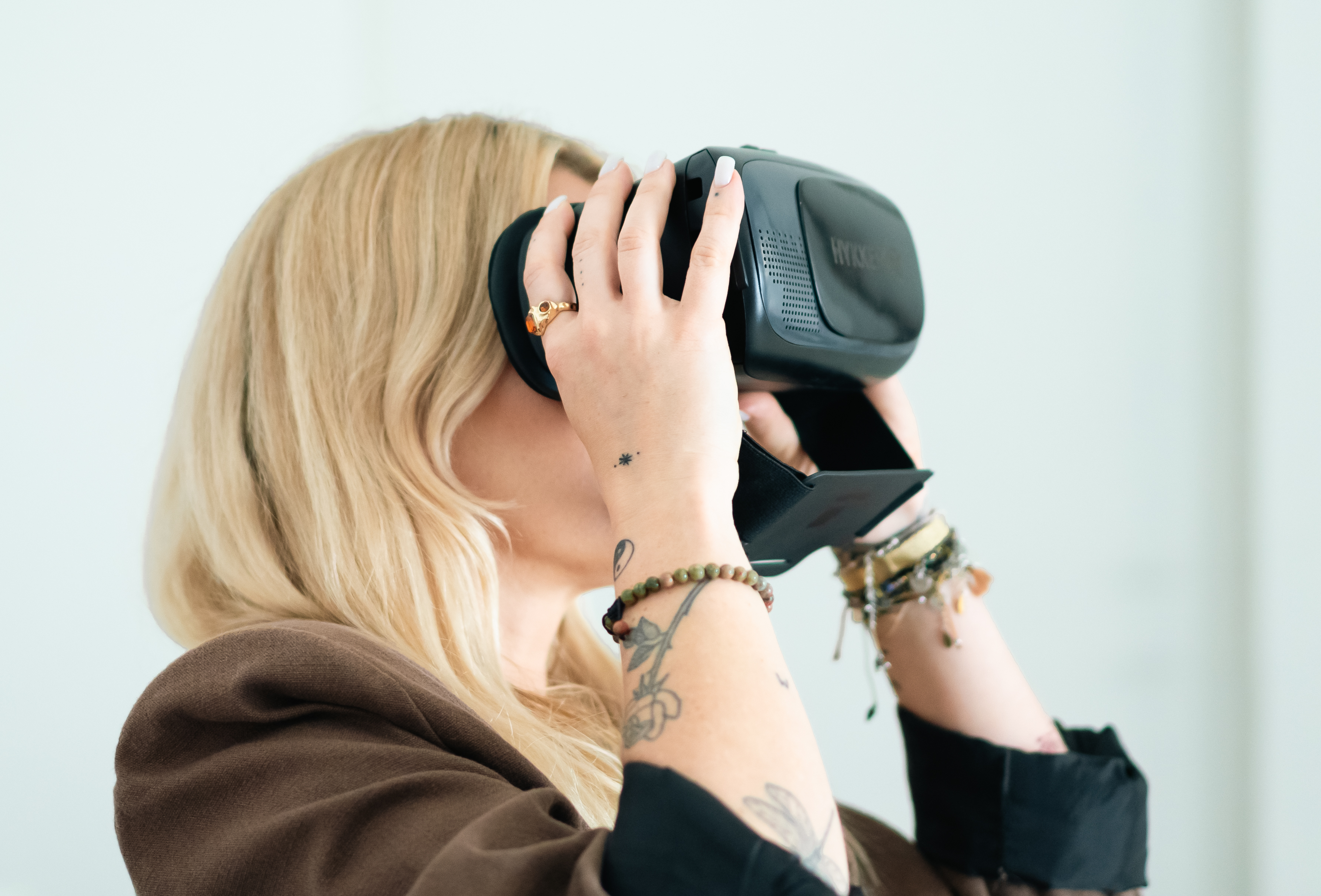
Warsztat wykorzystania narzędzi VR w procesie projektowania wnętrz, festiwal Łódź Design, 2024

Formą relaksu w środowisku rzeczywistości wirtualnej niekoniecznie muszą być gry. Do tego celu mogą służyć specjalnie stworzone środowiska, mające na celu relaksację w otoczeniu wirtualnej oazy, w której można uspokoić umysł przy pomocy obrazów, muzyki, czy nawet zapachów kojących umysł.
Coraz częściej swoje modele w świecie rzeczywistości wirtualnej przygotowują instytucje i organizacje pragnące w ten sposób zainteresować środowiska konsumenckie ich odpowiednikiem w świecie realnym i w ten sposób zwiększyć atrakcyjność oferty i skłonić do wizyty raz w świecie wirtualnym, dwa w naturze. Powstają więc wirtualne modele najciekawszych fragmentów miast (centra kulturalne i handlowe), czy słynnych budowli (np. Zakazane Miasto w Pekinie). Niektóre funkcjonują w postaci oddzielnych aplikacji, inne stają się częścią ogólnoświatowych projektów (Google Earth, Second Life) stale rozwijanych i udoskonalanych.
Przykładowe rozwiązania:
Handel
- Rozszerzona wirtualna rzeczywistość (ang. Augmented Reality) w handlu, muzeach
- Wirtualne Zakazane Miasto

### Biznes & Marketing
Rzeczywistość wirtualna znajduje również zastosowanie w nowoczesnych strategiach biznesowych, zwłaszcza w obszarach marketingu i promocji. Dzięki VR przedsiębiorstwa mogą tworzyć immersyjne doświadczenia konsumenckie, które zwiększają zaangażowanie odbiorców i budują głębsze relacje z marką. Technologia ta umożliwia np. wirtualne zwiedzanie hoteli, próbowanie produktów w cyfrowym środowisku czy udział w wydarzeniach i pokazach bez potrzeby fizycznej obecności.Przykładem takich działań jest wykorzystanie VR w turystyce i marketingu w Szwajcarii, gdzie stworzono innowacyjne, angażujące doświadczenia dla potencjalnych turystów i klientów.

## Aspekty zdrowotne
Stymulowanie impulsami wizualnymi 3D szczególnie w dłuższym przedziale czasu może powodować różne reakcje organizmu (np. epilepsje) szczególnie gdy doznania wzrokowe różnią się od grawitacyjnych (błędnik). Ważnym aspektem pozostają również choroby stawów i kręgosłupa. Jest to jedna z wad, która przez długie korzystanie z różnych symulatorów najczęściej w grach powoduje negatywne skutki.

## Rynek VR
Rynek VR był w 2024 roku wart 16,32 mld dolarów. Szacuje się, że w 2032 roku jego wartość wzrośnie do 123,06 mld dolarów.